# Bistrot de Terroir
Bistrot de Terroir est un label de qualité concernant des cafés ou des débits de boisson de Wallonie. Il a été créé sur l'initiative du gouvernement régional. Ses adhérents, une centaine dans les cinq provinces, regroupés dans le cadre de la fédération HORECA de Wallonie, s'engagent à respecter trois critères : « Proposer en permanence, à la carte, au moins trois produits du terroir local et en cas de restauration, un plat typique de la région ; valoriser les richesses touristiques des environs auprès de leur clientèle ; être enregistré à l'Agence fédérale pour la sécurité de la chaîne alimentaire (AFSCA). »

## Historique
Le label de qualité Bistrot de Terroir a été créé en Wallonie, sur le modèle du Bistrot de Pays en France. L'initiative a été prise, en 2008, par Benoît Lutgen, qui était alors ministre du Tourisme, sur la base d'un partenariat avec la fédération Horeca dans le but de créer une nouvelle image de marque pour les cafés wallons.
Son successeur, Paul Furlan, dans le cadre de la structuration des filières touristiques par le commissariat général au Tourisme, confirma, en 2010, la fédération HoReCa Wallonie dans sa mission.
Pour mener à bien cet objectif, la fédération de Wallonie intervint dans un secteur qui totalisait déjà 1 378 débits de boisson et employait 3 212 personnes,. Son but initial a été de labeliser des établissements typiques  et d'intéresser, à terme, une centaine d'entre eux. 
Objectif atteint en 2013, puisqu'il y a 104 Bistrots de Terroir en Wallonie dont 2 dans la province du Brabant wallon, 35 dans la province du Hainaut, 22 dans la province de Liège, 28 dans la province du Luxembourg et 20 dans la province de Namur.
En 2016, quelques établissements en moins ramènent le nombre de bistrots labellisés sous la centaine avec 99 établissements répertoriés dont 5 dans la province du Brabant wallon, 35 dans la province du Hainaut, 22 dans la province de Liège , 21 dans la province du Luxembourg et 16 dans la province de Namur.

## Objectif régional
Le label est décerné aux cafés qui s’inscrivent dans une démarche de qualité et qui valorisent particulièrement le tourisme local et les produits régionaux. Il leur donne la possibilité de jouer le rôle de relais d’informations locales et régionales et donc de contribuer au développement touristique et socio-économique de la région wallonne, ce qui leur permet de contribuer à populariser l'image de la région de manière efficace,.
De plus, leur labellisation permet de renforcer l'attractivité de leur secteur en remplissant une fonction à la fois touristique, économique et sociale. Sur ces deux derniers points, cela va jusqu'à la vente de produits régionaux dans un espace de convivialité et d'authenticité. À la découverte des spécialités gastronomiques s'ajoute celle des sites d’intérêt culturels, une fonction multiservices qui se fait dans une démarche de qualité,. En contrepartie, ces établissements profitent d'un réseau facilement identifiable par son enseigne ainsi que d'une publicité de notoriété commune à tous.

## Charte et cahier de charges
En adhérant au réseau Bistrot de Terroir, les établissements s'engagent à respecter trois critères : « Proposer en permanence, à la carte, au moins trois produits du terroir local et en cas de restauration, un mets typique de la région ; valoriser les richesses touristiques des environs auprès de leur clientèle ; être enregistré à l'Agence fédérale pour la sécurité de la chaîne alimentaire (AFSCA),. »

Exemples de restauration à base de mets régionaux
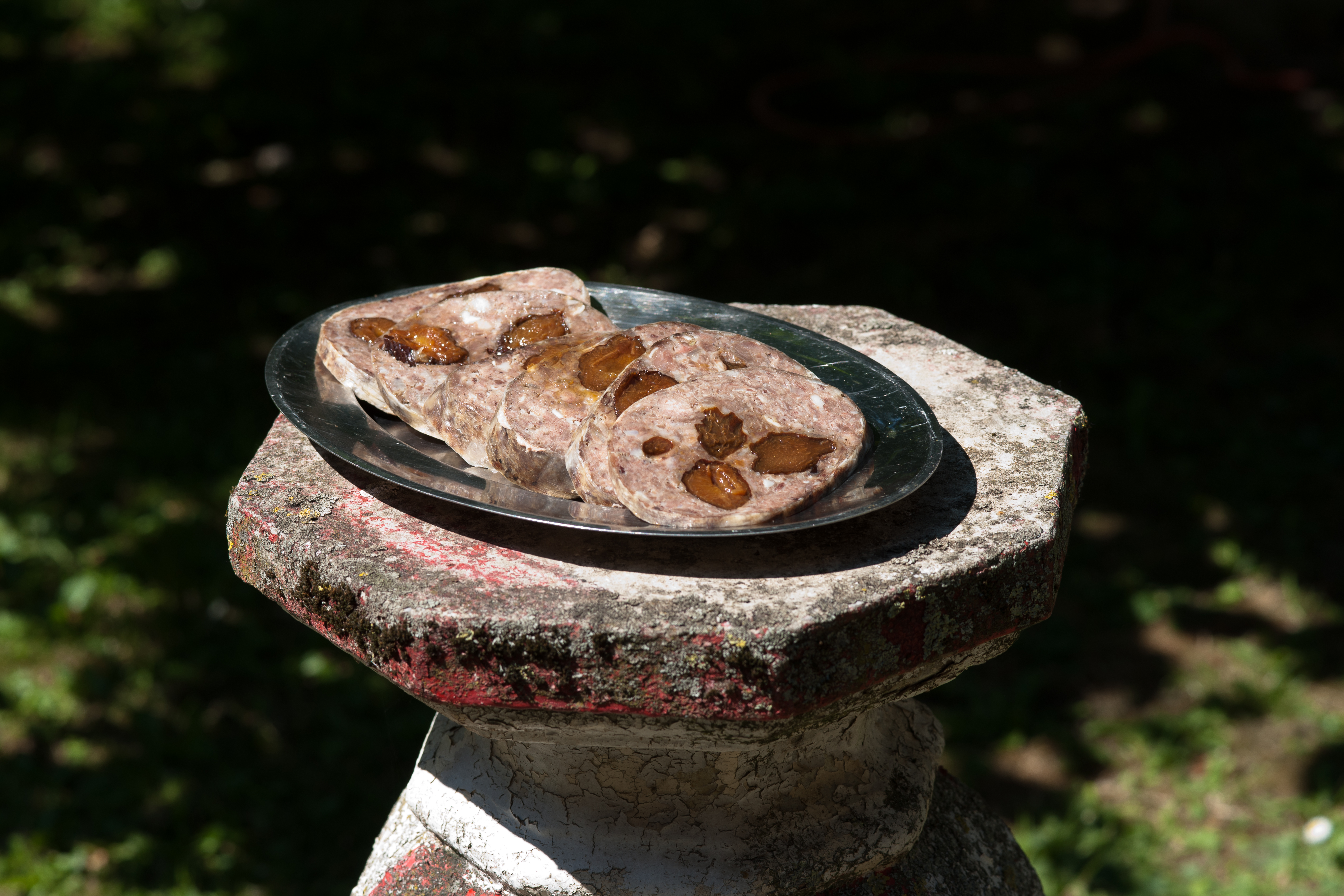
Bonèt d'Amay (tête pressée aux pruneaux).
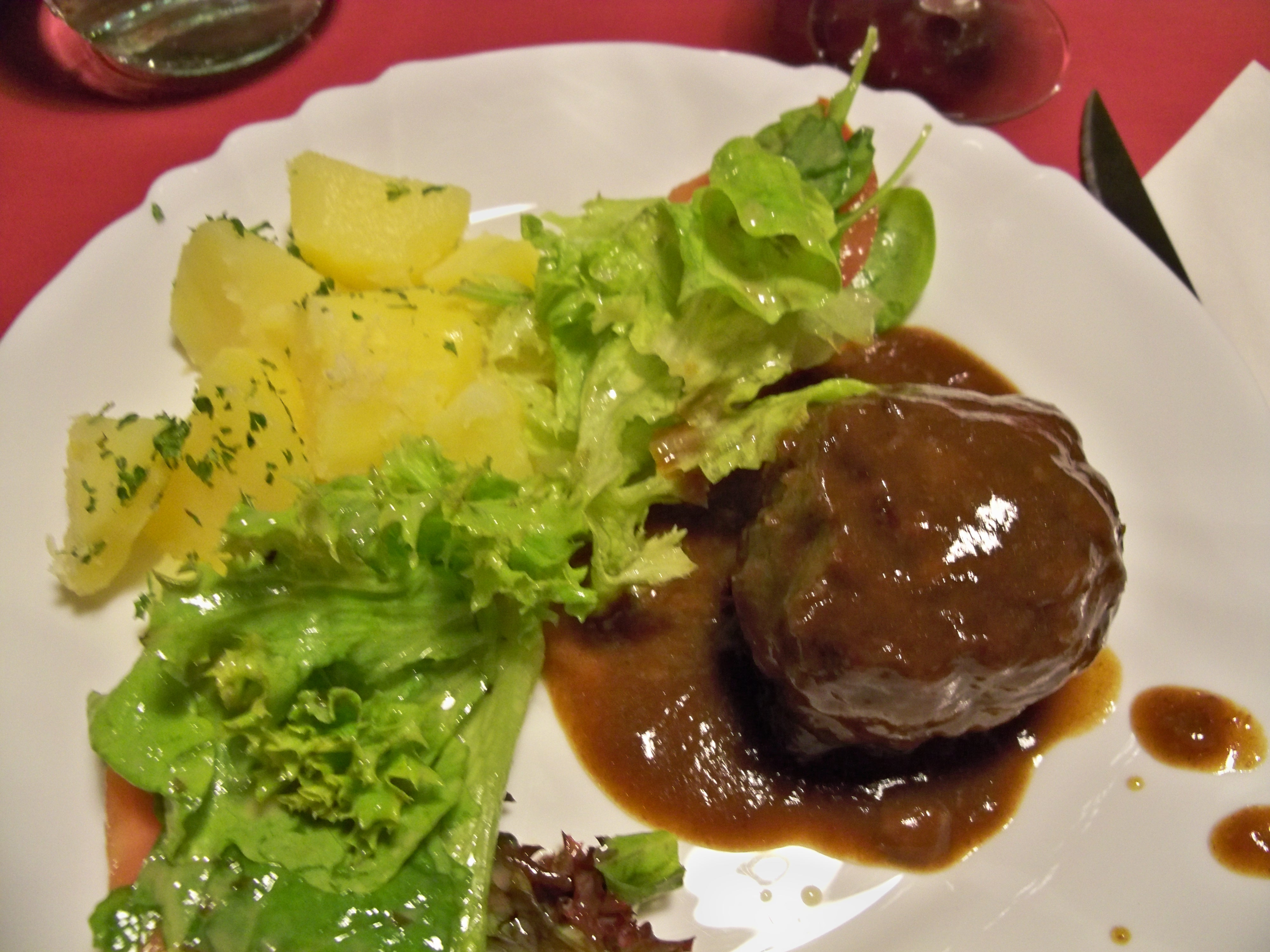
Boulet à la liégeoise.
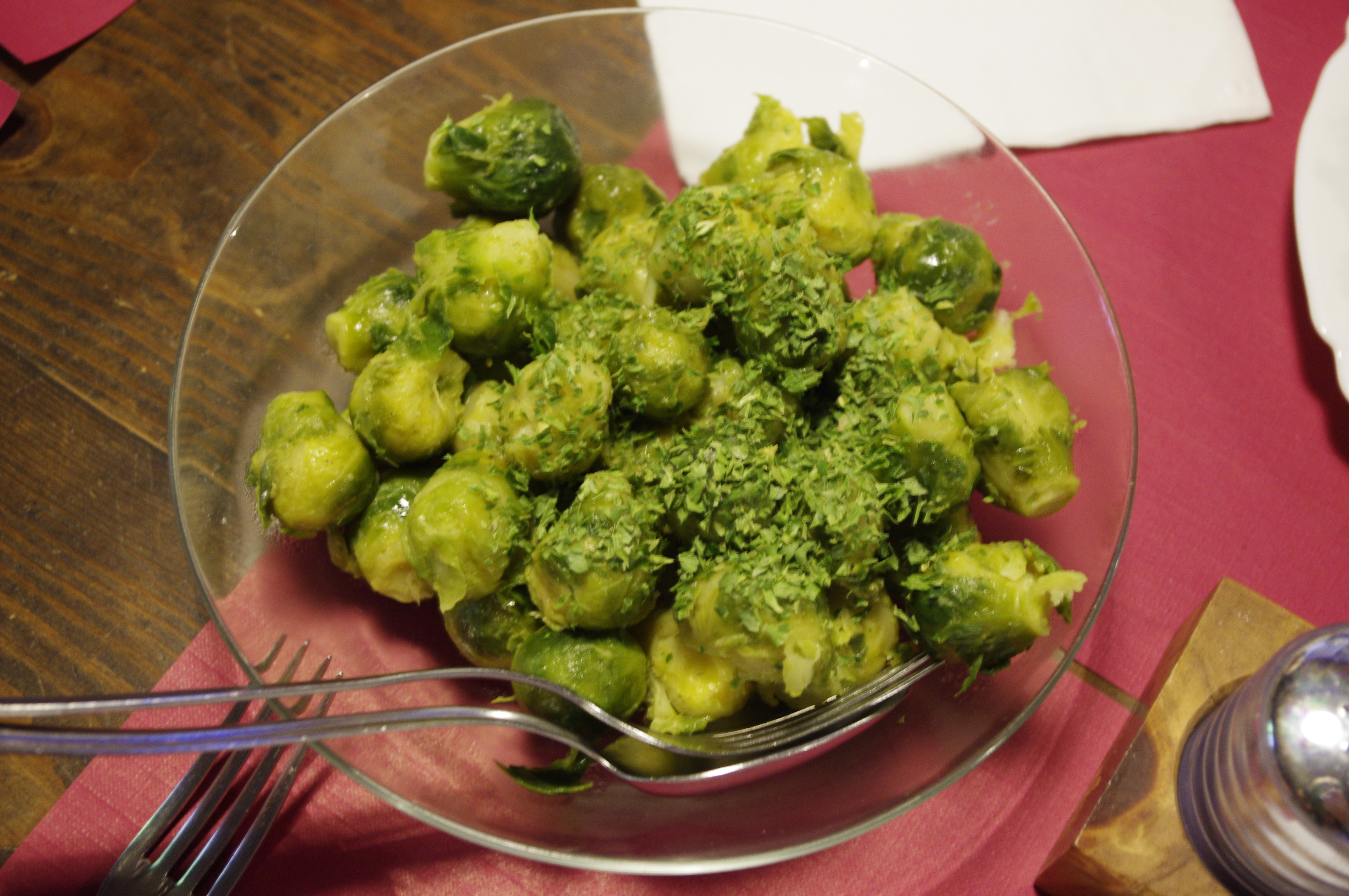
Choux de Bruxelles.
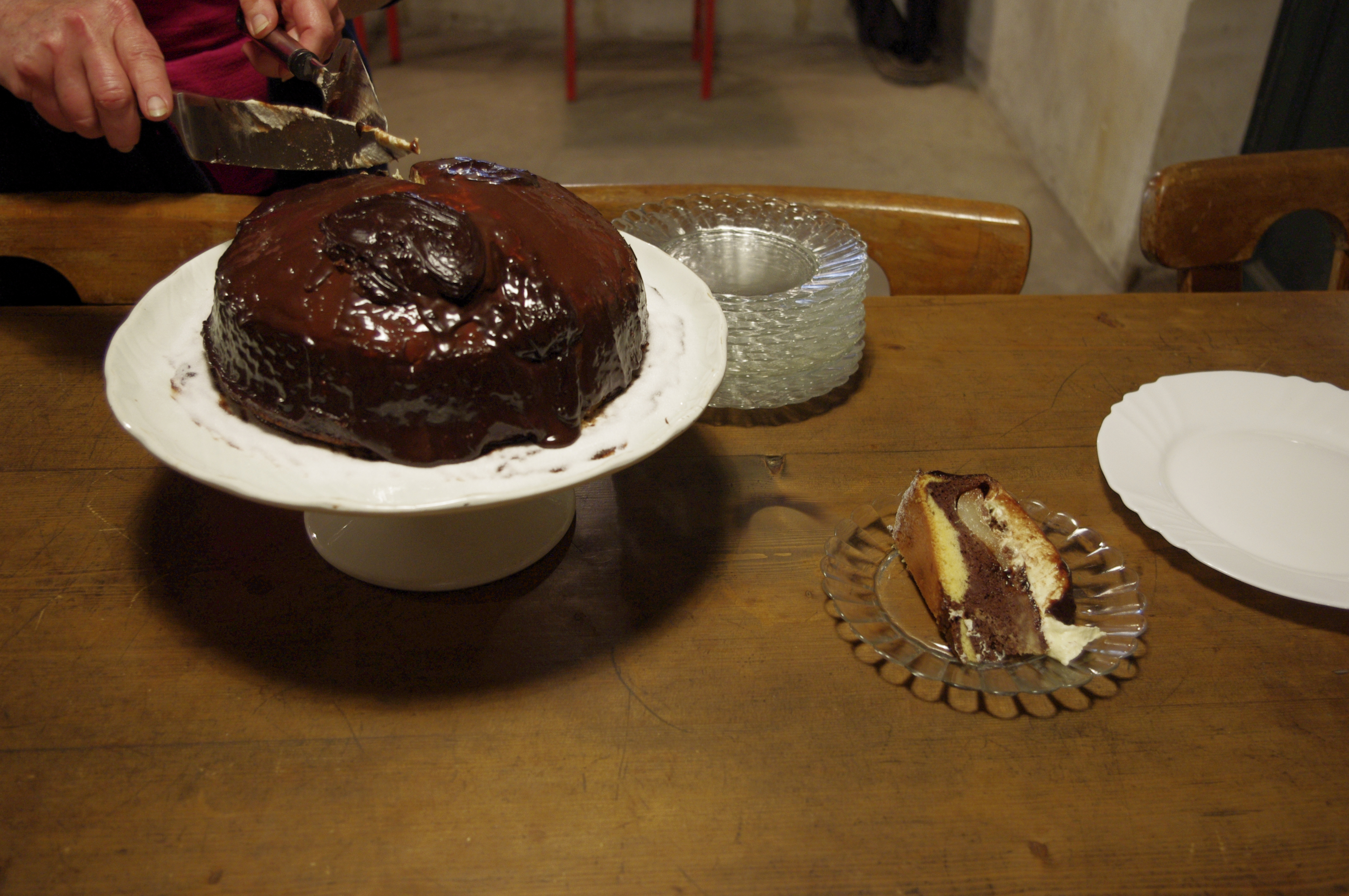
Gâteau au chocolat.

De plus l'obtention du label implique que les adhérents se sont engagés, outre à respecter la charte de qualité, à adhérer à un cahier des charges qui leur demande d'être ouvert un minimum de 250 jours par an, de suivre une formation thématique et de participer à une réunion des membres du réseau chaque année. De plus, l'enseigne Bistrot de Terroir, qui est leur marque, doit être apposée de façon visible sur leur devanture.

Exemples de produits du terroir
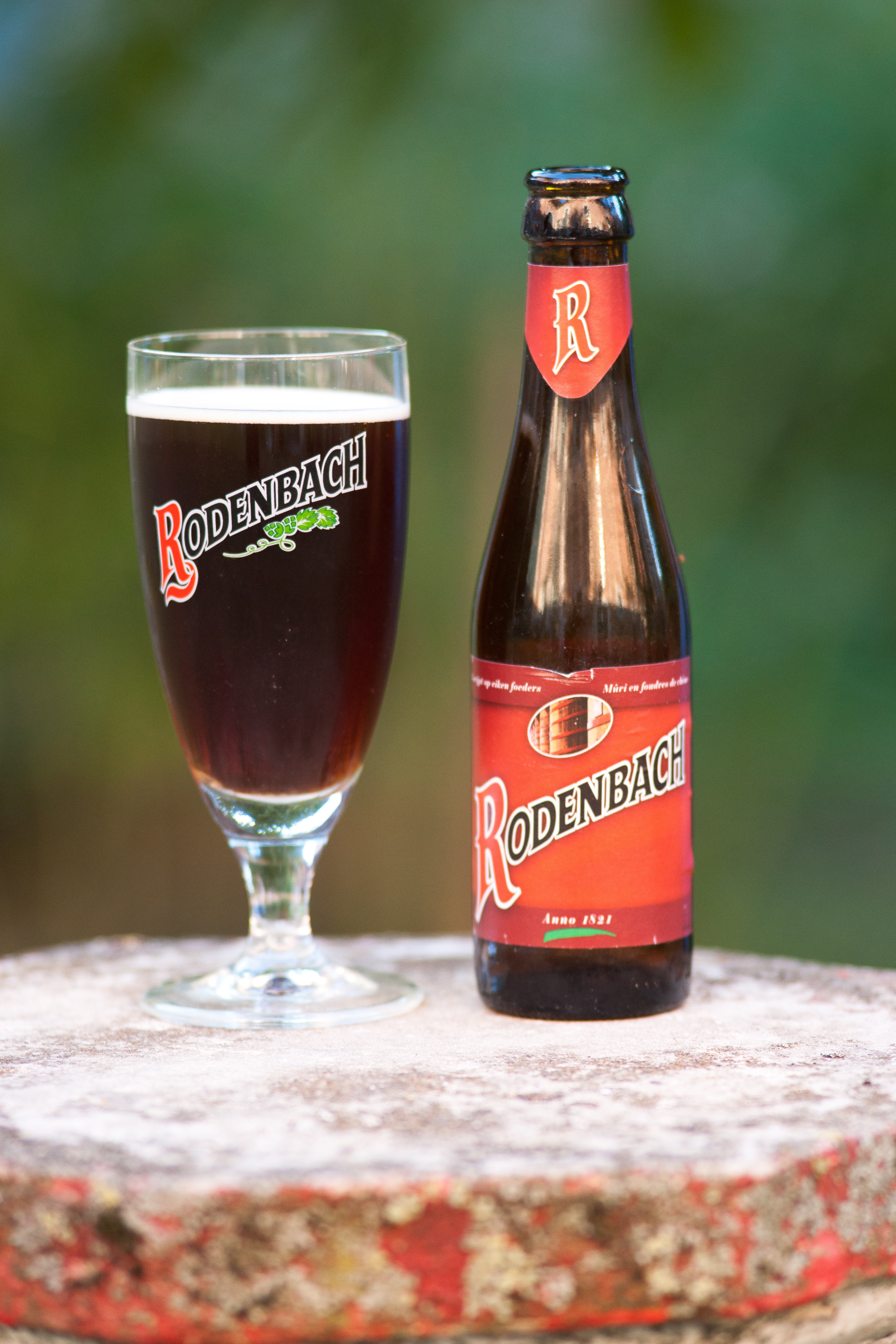
Bière rouge de la brasserie Rodenbach.
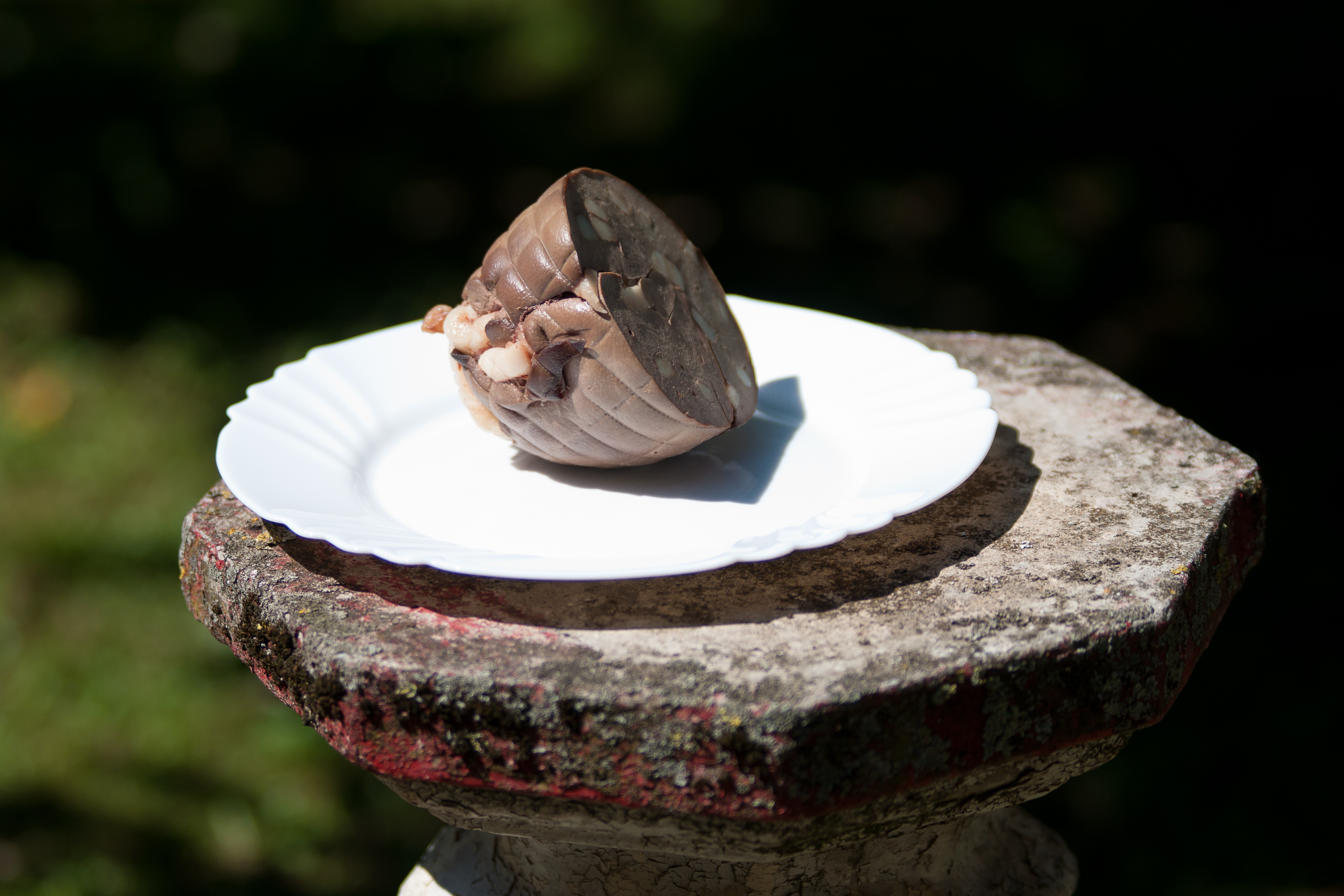
Foie piqué[7].
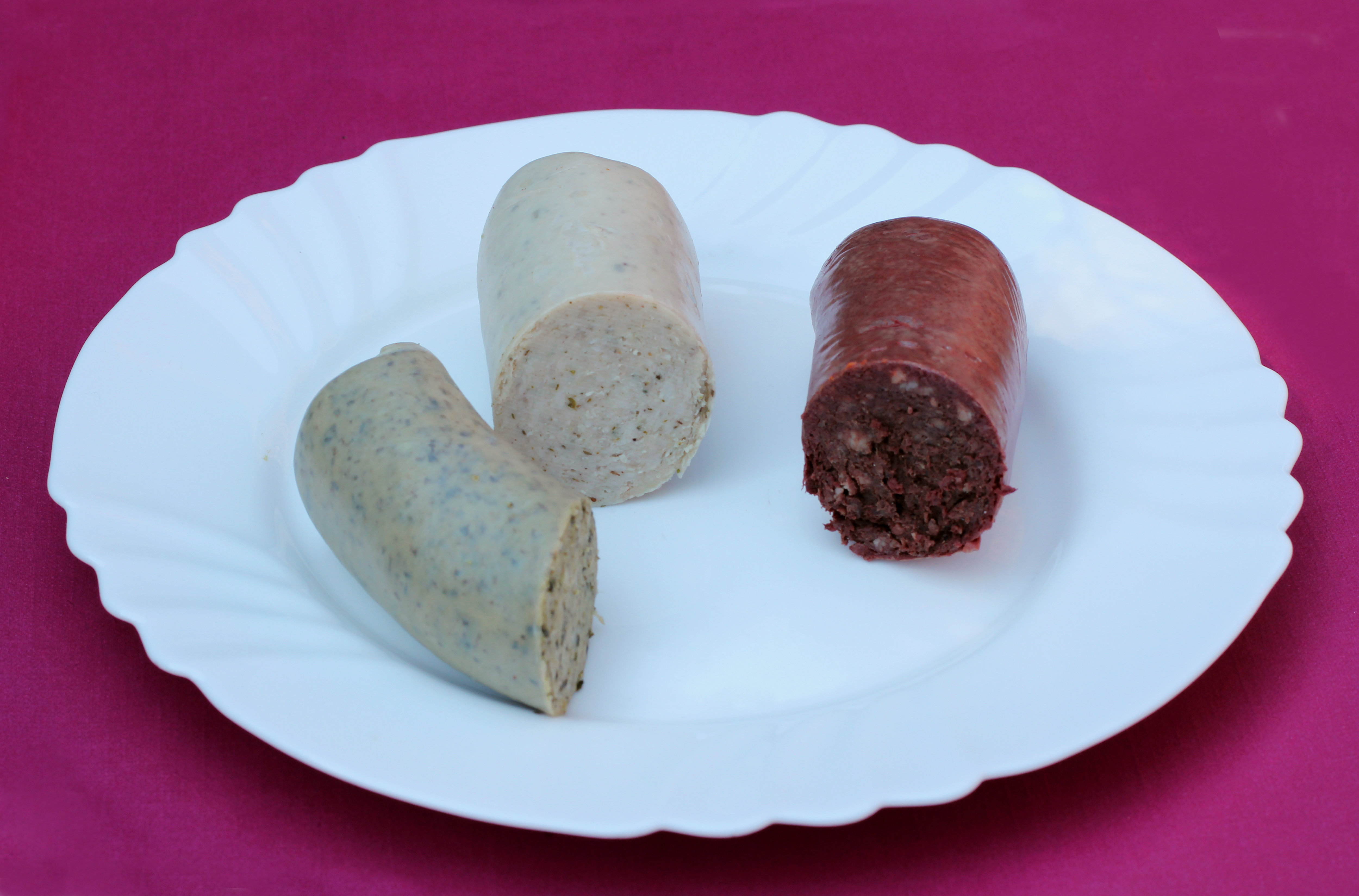
Trois boudins de Wallonie.
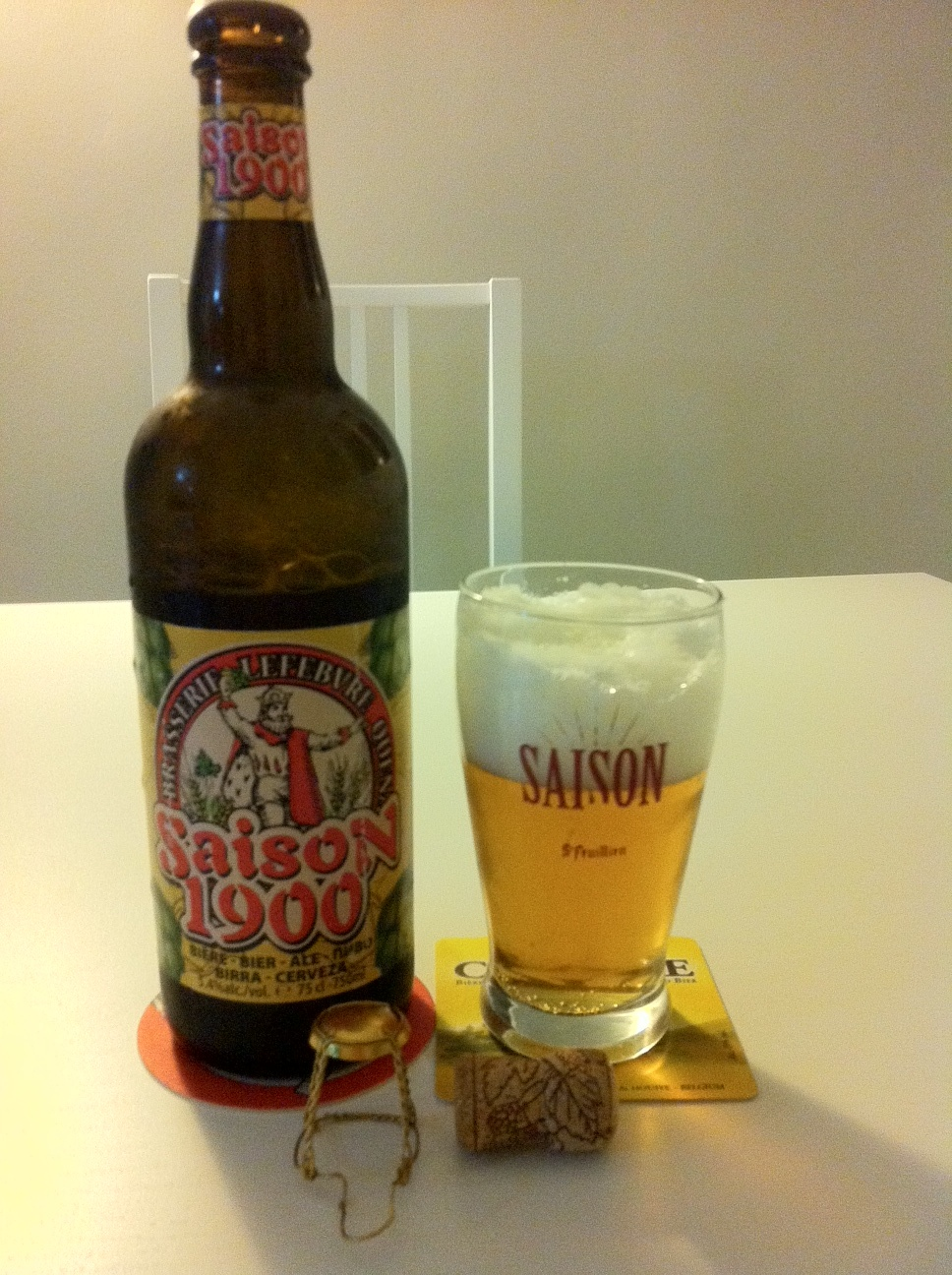
Saison 1900, bière de la brasserie Lefebvre.